# Kamatz
Kamatz o qamats (Hebreo קָמַץ) es un niqqud (vocal) representado por dos líneas perpendiculares (que se ven como una T) bajo una letra "ָ". En Hebreo Moderno (Sefardí, Israelí), usualmente indica el fonema /a/ que tiene el mismo sonido que la a en el inglés "far" o en el español "mar" y es transliterado como una "a" con una raya encima y su sonido es idéntico al del patah (o patach o pataj) en Hebreo Moderno. En algunos casos indica el fonema /o/, igual al sonido del holam.

## Kamatz Katan y Hataf Kamatz

### Kamatz Katan
Un kamatz katan (Hebreo קָמַץ קָטָן, kamatz corto) es un kamatz en una sílaba cerrada. Una sílaba cerrada es una sílaba que termina en una consonante con shevá nah o en una consonante con dagesh jazak (esencialmente dos consonantes idénticas, la primera de las cuales tiene shevá nah). Por ejemplo, es usado en la palabra תָּכְנִית (programa, pronunciado ['toxnit]). Su apariencia es idéntica a la del kamatz estándar, pero es pronunciado como una /o/. De acuerdo con las Reglas de Ortografía del Hebreo Estándar, publicadas por la Academia del Idioma Hebreo, las palabras que tienen un kamatz katan en su forma básica deben ser escritas sin waw, así la escritura sin vocales de תָּכְנִית es תכנית, aunque en la práctica muchos hablantes de hebreo añaden una waw y lo escriben así תוכנית. Esta escritura no estándar es común en periódicos y es usada en muchos diccionarios, por ejemplo en el Rav Milim. Palabras que en su forma básica tienen un holam, que cambia a kamatz katan en su declinación, mantiene la waw en la escritura sin vocales: el sustantivo חֹפֶשׁ (libertad, pronunciado [ˈħofeʃ]) es escrito חופש en los textos sin vocales; el adjetivo חָפְשִׁי (libre, pronunciado [ħofˈʃi]) se escribe חופשי en los textos sin vocales, a pesar del uso de kamatz katan, pero de acuerdo a la ortografía estándar en la práctica.
Algunos libros imprimen el kamatz katan de forma diferente, aunque no es coherente. Por ejemplo, en siddur Rinat Yisrael la línea vertical del kamatz katan es más larga. En un libro de los Salmos usado por algunos Breslov Hasidim el kamatz katan es audaz. En el popular libro de texto sobre niqqud Niqqud Halakha le-maase (Niqqud Halajá le-maase) de Nissan Netser, el kamatz katan es impreso como un kamatz encerrado en un círculo para propósitos didácticos. Unicode: U+05C7 QAMATS QATAN, aunque la apariencia del carácter es idéntica a la del U+05B8 QAMATS y su uso no es requerido.

### Hataf Kamatz
Hataf Kamatz (Hebreo: חֲטַף קָמָץ) es unkamatz reducido. Como el kamatz katan, se pronuncia /o/, pero las razones para su uso son diferentes: reemplaza a la shevá en letras que requieren un shevá de acuerdo a la gramática, pero donde la pronunciación tradicional es /o/. Esto pasa mucho con las guturales, por ejemplo en אֳרָנִים (pinos, [oraˈnim], el plural de אֹרֶן, [ˈoren]), pero ocasionalmente también en [tsipo'rim], el plural de [tsi'por]. 

## Unicode
El kamatz ocupa tres puntos de código de Unicode, U+05B8, U+05B3 y U+05C7.
| Glifo | Unicode | Nombre       |
| ----- | ------- | ------------ |
| ָ      | U+05B8  | QAMATS       |
| ֳ      | U+05B3  | HATAF QAMATS |
| ׇ      | U+05C7  | QAMATS QATAN |